# Tolo do Cerro do Malhanito
O Tolo do Cerro do Malhanito é um monumento funerário do período calcolítico (3.000 - 2.000 a.C.). Fica junto à povoação do Monte da Estrada na Freguesia de Martim Longo, Município de Alcoutim, distrito de Faro, Portugal.
O monumento funerário é composto por um corredor e uma câmara circular, com cerca de 3 m de diâmetro. A câmara era coberta por uma falsa cúpula, característica da idade do cobre.